# Vietbocap
Vietbocap (tên khoa học: Vietbocap) là một chi bò cạp đặc hữu Việt Nam thuộc họ Pseudochactidae Loài bò cạp Thiên Đường đã được hai nhà khoa học TS. Phạm Đình Sắc (Viện Sinh thái và Tài nguyên sinh vật, Viện Khoa học và Công nghệ Việt Nam) và TS. Wilson Lourenco (Bảo tàng lịch sử tự nhiên Paris – Pháp) phát hiện trong động Thiên Đường thuộc Vườn quốc gia Phong Nha-Kẻ Bàng Quảng Bình và công bố trên Tạp chí quốc tế C.R.Biologies, số 335, năm 2012.
Bọ cạp Cảnh cũng được nhà khoa học nêu trên phát hiện tại động Tiên Sơn thuộc Vườn quốc gia Phong Nha-Kẻ Bàng Quảng Bình năm 2010.
Nơi sống của hai loài bọ cạp này đang bị thu hẹp do các tác động bởi con người. Loài này đang bị đe dọa, có nguy cơ biến mất nếu không được bảo tồn.

## Các loài
- Bọ cạp Thiên Đường
- Bọ cạp Cảnh
- Vietbocap lao[2]